# ボム・スセッソ
『ボム・スセッソ』（ポルトガル語: Bom Sucesso）は、ブラジルのテレビドラマ。ヘジ・グローボで2019年7月29日から2020年1月24日まで放送された。

## 登場人物
パロマ・ダ・シルバ
演：グラジ・マッサフェラ
マルコス・プラド・モンテイロ
演：ロムロ・エストレーラ
ラモン・マデイラ
演：ダビッド・ジュニオル
アルベルト・プラド・モンテイロ
演：アントニオ・ファガンデス
シルヴァーナ・ノラスコ
演：イングリッド・ギマラエス
マリアナ「ナナ」プラド・モンテイロ
演：ファビウラ・ナシメント
パロマ・ダ・シルバ
演：アルマンド・ババイオフ
ジゼル
演：シェロン・メネゼス